# 포남동
포남동(浦南洞)은 대한민국 강원특별자치도 강릉시의 행정동이다.

## 개요
포남동은 원래 강릉군 북일리면 지역으로 1914년에 운곡리(雲谷里), 대창리(大昌里)와 남일리면의 수문리(水門里) 일부를 합하여 군내면에 편입하였다가, 1955년 9월 1일에 강릉시로 될 때 동으로 전환되었다. 분동 이전에는 면적이 3.4Km2였고, 시의 중동부에 위치하여 동쪽으로는 포남2동, 송정동, 서쪽은 옥천동, 남쪽은 성덕동, 남대천, 북쪽은 교2동과 접해 있으며, 포남은 ‘경포 남쪽에 있는 마을’ 이란 뜻에서 ‘포남’(浦南)이라고 하고, 〈보래미〉는 포남동의 옛이름으로 현재 도로명에도 쓰이고 있는데  ‘보다(見)+남(南)’이라는 하여 ‘남쪽을 바라보는 따뜻한 마을’이란 뜻의 <보람이>가 끝을 래미로 끝내는 경향이 있는(예:딸내미는 딸래미로) 강릉 발음으로 하면 <보래미>가 되어 전해지게 된 것이다. 그리고 이것을 한자화하여 행정구역 이름을 포남(浦南)이라고도 하였다.
1970년대 이후부터 1986년까지 포남동 일대 103.8만m2면적에 구획정리 사업이 이루어지면서 인구밀도가 급속히 증가하여, 1995년 3월 2일 포남동에서 포남1동, 2동으로 분동되어 나뉘었다. 하지만 2019년 기준으로는 인구 3만이 넘지 않는다. 그럼에도 불구하고 포남동은 여전히 지역적으론 강릉시의 도심권 형성의 거점 및 상권의 중심지이다.

## 법정동
- 포남동

## 교육
- 남강초등학교 (포남1동)
- 포남초등학교
- 한솔초등학교
- 동명중학교
- 하슬라중학교
- 경포고등학교

## 시설
- 강릉시립중앙도서관
- MBC강원영동 강릉방송국